# Riger
Riger — рок-группа из Франкфурта-на-Одере (Германия), играющая музыку в стиле «языческий метал».

## История
Коллектив образован в 1996 году как хэви-металический секстет (Блэк-метал / Дэт-метал), выпустил 6 дисков. С 2006 года у группы возникли проблемы с новым материалом, так как они уже не жили единым коллективом рядом друг с другом; сменилась часть состава и стиль. Тем не менее, новый альбом с заголовком «Streyf» появился в апреле 2009 года. В «Streyf» звучит атмосфера Дэт-метал, смешанная с элементами фолка.
Фронтмен группы Инго Тауэр в 2010 принял участие как приглашённая звезда в качестве вокалиста для пэйган-метал-группы Vargrimm (Берлин), записавшей с ним альбом «Des Wolfes Zorn» на лейбле Asatru.

## Состав группы

### Современный
В настоящее время в группе играют:
- Ingo Tauer (вокал, 1996—)
- Christoph Hellmann (гитара, 2006—)
- Nicola Jahn (гитара, 1996—)
- Janko Jentsch (бас-гитара, 1996—)
- Tom Wenzel (ударные, 2006—)

### Бывшие члены группы
- Roberto Liebig (клавишные, 1996—2000)
- Peter Patzelt (гитара, 1996—2006)
- Stefan Schieck (ударные, 1996—2006)
- Alexander Wulke (ударные, 2007—2008)

## Дискография
- Die Belagerung — демо (1997)
- Der Wanderer (1998)
- Hamingja (1999)
- Des Blutes Stimme (2002)
- Gjallar (2004)
- Streyf (2009)